# Pickings
 Pickings es una película independiente de crimen neo-noir de 2018 escrita, producida y dirigida por Usher Morgan. La película es protagonizada por Elyse Price, Joel Bernard, Katie Vincent, Joe Trombino, Emil Ferzola, Yaron Urbas y Taso Mikroulis. Price interpreta a Jo Lee-Haywood, un misterioso dueño de un bar que defiende a su familia y a su negocio de la ira de un mafioso de mal genio. La película se estrenó en los cines de Estados Unidos el 2 de marzo de 2018. 

## Premisa
Cuando un mafioso de mal genio y su pandilla de matones intentan derribar un bar de un vecindario, pronto se enfrentan a la ira de su propietario, una misteriosa mujer del sur con un pasado peligroso. 

## Reparto
- Elyse Price as Jo Lee-Haywood.
- Katie Vincent as Scarlet Lee-Haywood.
- Joel Bernard as Boone Pickens.
- Samantha Zaino as Emma Lee-Haywood.
- Joe Trombino as Jimmy Marcone.
- Michael Gentile as Momo.
- Michael Tyler as Tommy.
- Emil Ferzola as Leo DeVitto.
- Taso Mikroulis as Marvin Lee-Haywood.
- Yaron Urbas as Sam "Hollywood" Barone.

## Producción
Pickings es el primer largometraje de Usher Morgan. Morgan escribió el guion y se desempeñó como director, productor y editor en jefe de la película. La película se rodó durante un total de 35 días en el transcurso de un año. La producción de la película se anunció durante un evento de prensa en el Festival de Cine de Manhattan de 2015 y posteriormente se lanzó un tráiler el 7 de agosto de 2015 en un comunicado de prensa de Digital Magic Entertainment.
Morgan se asoció con su director de fotografía de Prego, Louis Obioha, y volvió a contratar a Katie Vincent para interpretar el papel de Scarlet. A medida que la producción evolucionaba, el papel de Vincent en la película se hizo más sustancial y se unió al proyecto como productora. Vincent también escribió e interpretó muchas de las canciones originales de la película y se desempeñó como supervisora musical de la película. Morgan también contrató al actor de Prego Taso Mikroulis para interpretar el papel de Marvin. La película fue financiada en su totalidad por Morgan, después de que una campaña de Indiegogo no lograra su objetivo deseado. "Utilicé mi propio dinero para financiar esta película. Tomé préstamos, vendí activos y agoté al máximo las tarjetas de crédito", dijo Morgan en una entrevista con el Huffington Post en 2018.
El rodaje se llevó a cabo en el área de la Ciudad de Nueva York con un presupuesto de $350,000, la película se rodó en Yonkers, Staten Island, Southampton yNueva York por un total de 35 días en el transcurso de un año. Digital Magic Entertainment lanzó el teaser red-band de la película el 20 de diciembre de 2016 y el teaser green-band el 5 de marzo de 2017. Ambos tráileres están acompañados por una pista musical original grabada por Katie Vincent. El tráiler oficial de la película fue lanzado el 18 de diciembre de 2017. 
Pickings se estrenó en el AMC Loews en el Lincoln Square de la ciudad de Nueva York el 22 de febrero de 2018 y posteriormente se estrenó en los cines el 2 de marzo de 2018. La distribución fue manejada por Dark Passage Films y AMC Independent.